# Hong Kong britânico
Hong Kong britânico (em inglês:  British Hong Kong; chinês tradicional: 英屬香港, chinês simplificado: 英属香港; Jyutping: ying1 suk6 hoeng1 gong2) refere-se a Hong Kong como colónia da coroa e, posteriormente, um território dependente sob administração britânica de 1841 a 1997 (com excepção da ocupação japonesa entre 1941 e 1945).
O Reino Unido possuía um Exército Colonial na região; em 1922 este exército era composto por cerca de 15 000 soldados que serviam em Hong Kong como protetores da colônia.

## Economia
A estabilidade e segurança na área de negócios do governo britânico permitiram que Hong Kong prosperasse como um centro de comércio internacional. Na primeira década, a receita com o comércio de ópio foi uma fonte importante para os fundos do governo. A importância do ópio diminuiu com o passar das décadas, mas o governo colonial dependia de suas receitas até a ocupação japonesa em 1941. as maiores Embora empresas do início da colônia fossem operadas por britânicos, americanos e outros expatriados, os trabalhadores chineses forneceram a maior parte da mão-de-obra para construir partes da cidade.

## Galeria

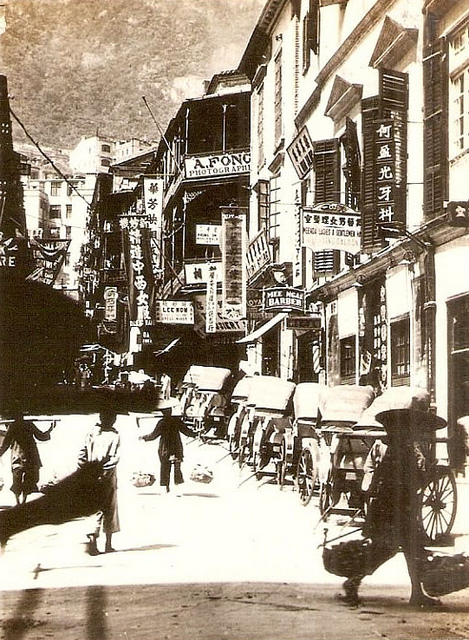
Hong Kong na década de 1930.
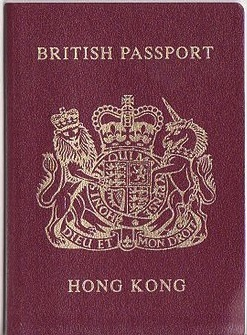
Passaporte britânico emitido aos cidadãos de Hong Kong.
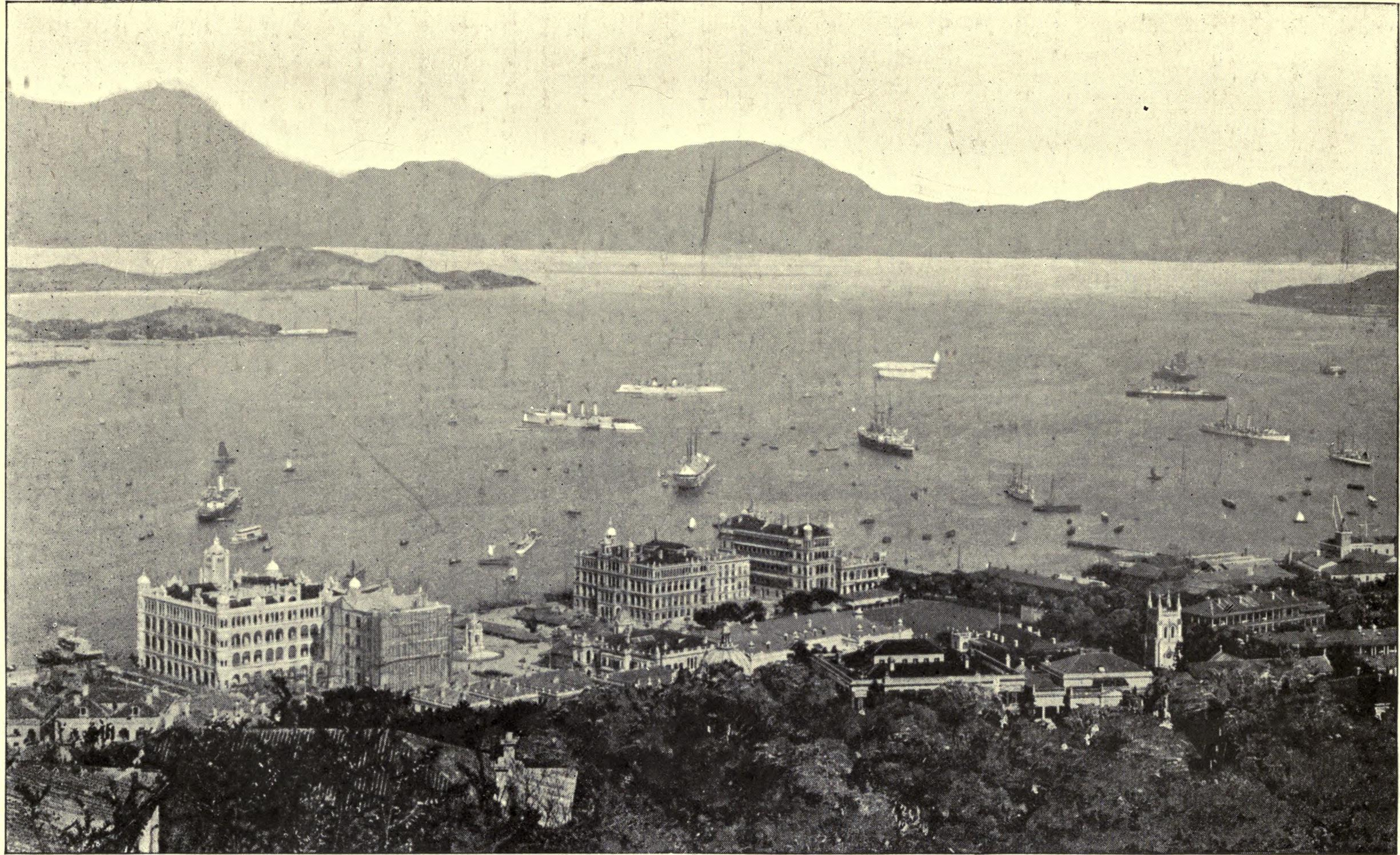
Victoria na década de 1890.

### Bandeiras

Bandeira de Hong Kong (1871–1876)
Bandeira de Hong Kong (1876–1910)
Bandeira de Hong Kong (1910-1959)
Bandeira de Hong Kong (1959–1997)
Estandarte vermelho não oficial, utilizado antes da transferência de Hong Kong à República Popular da China em 1997.